# Eurogamer
Eurogamer是一个位于英国布莱顿的网站，其以电子游戏的新闻、评论、预展和采访为主。网站由1999年鲁珀特·洛曼和尼克·洛曼建立的Eurogamer的网络经营。Eurogamer目前成为了欧洲最重要的电子游戏专题网站之一。Eurogamer的网络称该网站有着欧洲最大的独立电子游戏网站读者群（包括来自欧洲的本地网站的流量在内，2010年11月网站的独立用户超过520万）。Eurogamer是第一个受到美国广播公司的电子系统独立审核的网站。
网站的大多数评论（评分为十分制）都使用欧版或PAL区游戏版本，但由于欧版和日本版或北美/NTSC版本的发布存在着时间差，一些评论则会使用后者进行评论。但是评论总会声明其使用的版本。网站其它功能还包括新闻、截图画廊、读者评论、读者评分、预展、文章、发行日期及一个讨论版。在2006年2月公司推出了Eurogamer的电视，玩家可以直接在浏览器中使用Adobe Flash技术来观看预告片和其它视频内容。
《Eurogamer》的的主编是汤姆·布拉姆韦尔，他于2008年1月克里斯坦·里德手里接任此职。布拉姆韦尔自2000年初以来开始工作，是编辑人员中任职时间最长的。而其他参与者包括《PC Gamer》、《GamesTM》、《Edge》和Rock, Paper, Shotgun的编者，如奥利弗·威尔士、基隆·吉伦、吉姆·罗西尼尔、约翰·沃克、西蒙·帕金、亚历克·米尔、理查德·利百特、丹·怀特黑德和大卫·麦卡锡，以及前GamesIndustry.biz编辑罗布·费伊。

## 历史
2011年10月23日，Eurogamer的网络版重新上开办，相对于以前很据日期和知名度的文章提要，新版使用了类别来划分文章。
2024年5月22日，IGN娱乐宣布收购Eurogamer的母公司玩家网络，包括Eurogamer在内的多家游戏网站被收入IGN旗下。